# 岡崎夢
岡﨑 夢（おかざき ゆめ、1987年〈昭和62年〉1月5日 - ）は、岡山県と香川県を拠点に活動する日本のタレント、フリーアナウンサー。瀬戸内海放送で放送される番組のリポーターを務めている。
岡山県出身。キャストKSBパートナーズ所属。同事務所への所属以前には「備前焼小町」や「宝くじ幸運の女神」などを務めていた。

## 担当番組
- News Park KSB（金曜日担当・18:15～19:00）
- Newsジェニック（毎週土曜日・11:26～12:00）
- にこまるinfo（2017年4月3日から　毎週月～金曜日・15:40～15:48）
- ヒルペコ（2017年4月19日から　毎週木曜日・0:20～0:50　水曜深夜、再放送毎週土曜日・15:30～16:00）
- 知っとかナイト！（毎週火曜日・0:15～0:20　月曜深夜）

### 過去の番組
- にこまるワイド（2017年3月31日まで）
- 最強!ドリーム百貨店（2014年2月8日～2016年6月25日）
- にこマルカフェ（2017年4月3日～2019年9月28日）
- Mのオンナ（2019年3月1日・8日）

## CM
- ザグザグ（アニメCM声優の娘役）
- 谷尾食糧工業（さくらあん　ゆであずき）

## 他
- さとりめし（善通寺商工会議所制作のPV）

### 過去
- 備前焼のPR大使「備前焼小町」（第20代・21代目、2006年7月～2008年6月）
- 宝くじ幸運の女神（2009年、平成21年度）